# لیتل فیلد (تگزاس)
لیتلفیلد، تگزاس(به انگلیسی: Littlefield, Texas) شهری در ایالت تگزاس از ایالات جنوبی ایالات متحده آمریکا است. در سرشماری سال ۲۰۰۰، جمعیت این شهر ۶۵۰۷ نفر اعلام شد.